# ドン・ゴースク
ドナルド・A・ゴースク（Donald A. Gorske、1953年11月28日-）は、アメリカ合衆国の刑務官。
これまでにファーストフードチェーンのマクドナルドが販売しているハンバーガーのビッグマックを3万個食べ、ギネス世界記録に認定されたことで最もよく知られている。ビッグマックが彼の固形食物摂取量の合計の90～95％を構成していると主張している。ドキュメンタリー映画の『スーパーサイズ・ミー』（2004年）と『Don Gorske: Mac Daddy』（2005年）に登場している。『22,477 Big Macs』（2008年）の著者であり、ウィスコンシン州フォンデュラク在住である。

## 概要
1972年5月17日に車を手に入れて最初に行った場所はマクドナルドだった。そこでビッグマックを3個購入し昼に食べた。これが生まれて初めてビッグマックを食べた経験となったが、その日のうちにもう2回店に戻り、1日で合計9個のビッグマックを食べた。翌月には265個、1日平均8.5個のビッグマックを食べたと述べている。彼の主張が正しければ、摂取量は1日あたり4,600kcalのエネルギーと246gの脂質、1か月あたり143,100kcalと7.7kgに相当する。
『スーパーサイズ・ミー』によれば、フライドポテトはめったに食べない。ドンは食べたビッグマックの空き箱をすべて彼の車の後部に保管してきた。1975年、メアリーと出会い、マクドナルドでプロポーズした。庭にはドナルド・マクドナルドの像を所有している。過去に一度だけ1984年にバーガーキングのワッパーを食べたことがあるが、もう二度と食べないとも語っている。ゴースクによれば、友人は彼がワッパーを食べることに5ドルを賭けたが、その金でその日のうちにマクドナルドに行きビッグマックを食べたという。
2003年にドン・ゴースクは741個、1日平均2.03個のビッグマックを食べた。ゴースクは身長188cm、体重83kgで、コレステロール値は自称140である。彼の言う1日平均2個のビッグマックの摂取は、マクドナルドが公開している栄養情報によると1,080kcalのエネルギーに相当し、これには液体によるエネルギー摂取は含まれない。アメリカ合衆国農務省は1日あたり2,200kcalの摂取を推奨している。ゴースクは主に高カロリー食品を摂取するが、アメリカ人の1日あたりの平均的なカロリー摂取量よりも少ないカロリーを摂取することによって、安定した体重を保っている。彼は、彼の味蕾の感度は常に変動しているため、ビッグマックを味わうことができないまま食べることが多いと述べている。
2011年5月17日、お気に入りのフォンデュラクのマクドナルドで、2万5千個目のビッグマックを食べた。彼の誕生日にはケーキのようにビッグマックにキャンドルを立て、クリスマスの時期には家族が伝統的なクリスマス料理を食べる一方で、より多くのビッグマックを楽しんだ。初めてビッグマックを食べて以来、ビッグマックを一つも食べなかった日数は計8日であると主張している。その内の1日は母親が亡くなった日であり、その日、母親の希望を尊重してビッグマックを食べなかった。その他の日には、大雪によりマクドナルドが開店できなかった日、感謝祭、旅行中にマクドナルドの店舗を見つけることができなかった日、深夜まで仕事をしなくてはならなかった日が含まれている。それ以降、緊急時や大雪の日に備えて、冷凍庫にビッグマックの「緊急用在庫」を備蓄するようになった。また、常に持ち歩いているノートに、ビッグマックをいつどこで食べたかを記録している。また、すべてのビッグマックの領収書を保管している
2016年12月8日、2万9千個目のビッグマックを食べた。また、健康に問題は無く、病院に行く理由も無いと主張している。2011年4月26日に、1985年以来初めて医師の診察を受けた際には、彼のコレステロール値は156mg/dlであり、平均値の208mg/dlよりも低い値だった。
2018年5月4日、3万個目のビッグマックを食べた。この際、「次に4万個を達成するのは2032年頃、78歳の時だから、これが最後の記録になるかもしれないね。」と語っていた。
刑務官としてウォーパン刑務所に25年間勤め、2011年5月に退職した。

## 出演
ドキュメンタリー映画『スーパーサイズ・ミー』に出演した。この映画のDVD版の特典映像では、刑務官であることが明かされている。また、この映画のアニメシーンにもカメオ出演している。
2006年、ゲーム番組の『I've Got a Secret』に出演した。解答者のビリー・ビーンは、ゴースクの好物がビッグマックであることを当てた。
2009年5月25日、『The Rachael Ray Show』に出演した。
2万5千個目のビッグマックを祝うために、2011年5月20日に『The Kyle and Jackie O Show』、2011年5月23日に『Lopez Tonight』に出演した。